# Hockeyallsvenskan
Hockeyallsvenskan er den næstøverste svenske ishockeyserie. Den er under den øverste liga SHL, og består af 14 klubber siden sæsonen 2009/2010.